# موزه ملی مجارستان

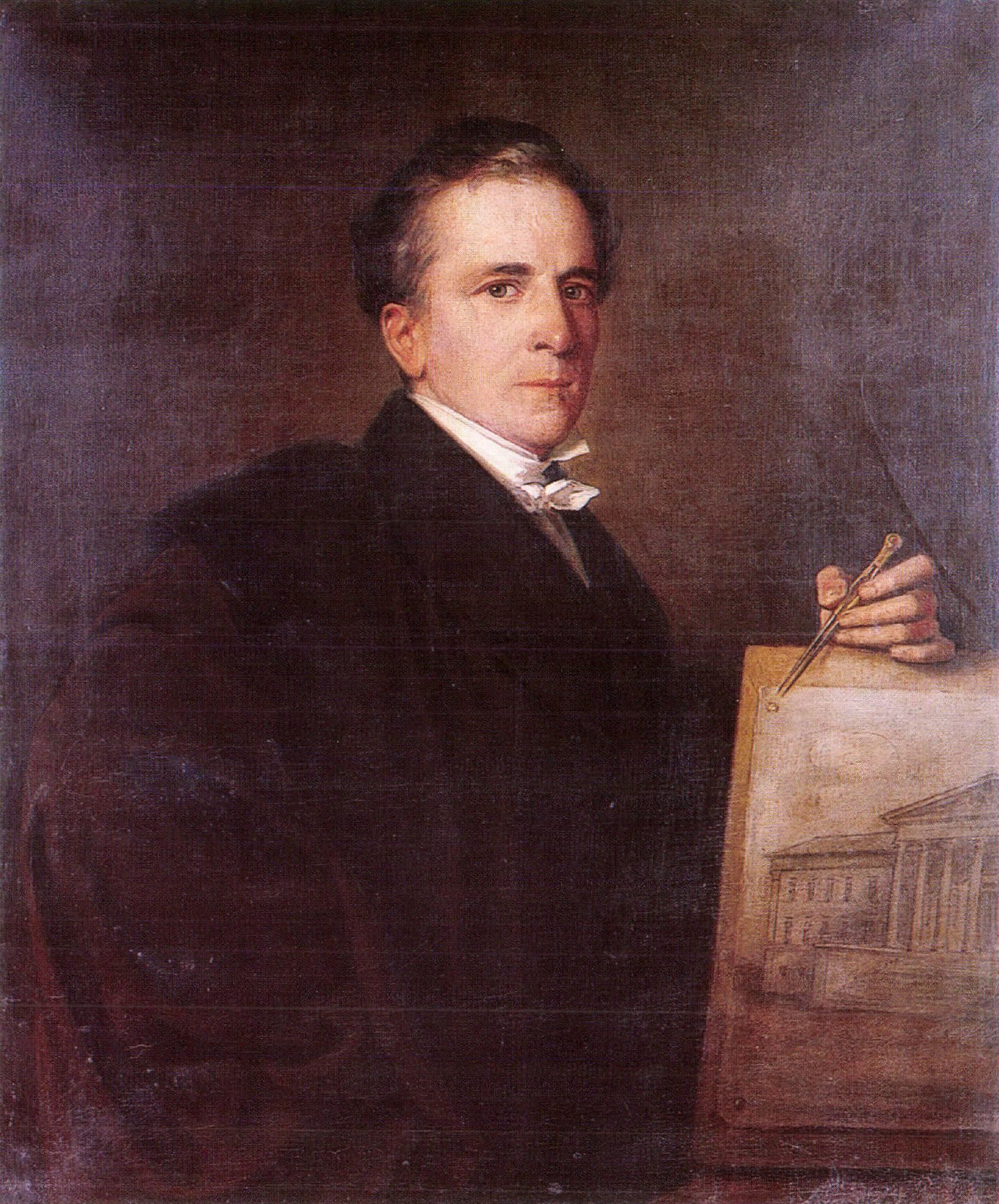
میهای پولاک طراح ساختمان موزه

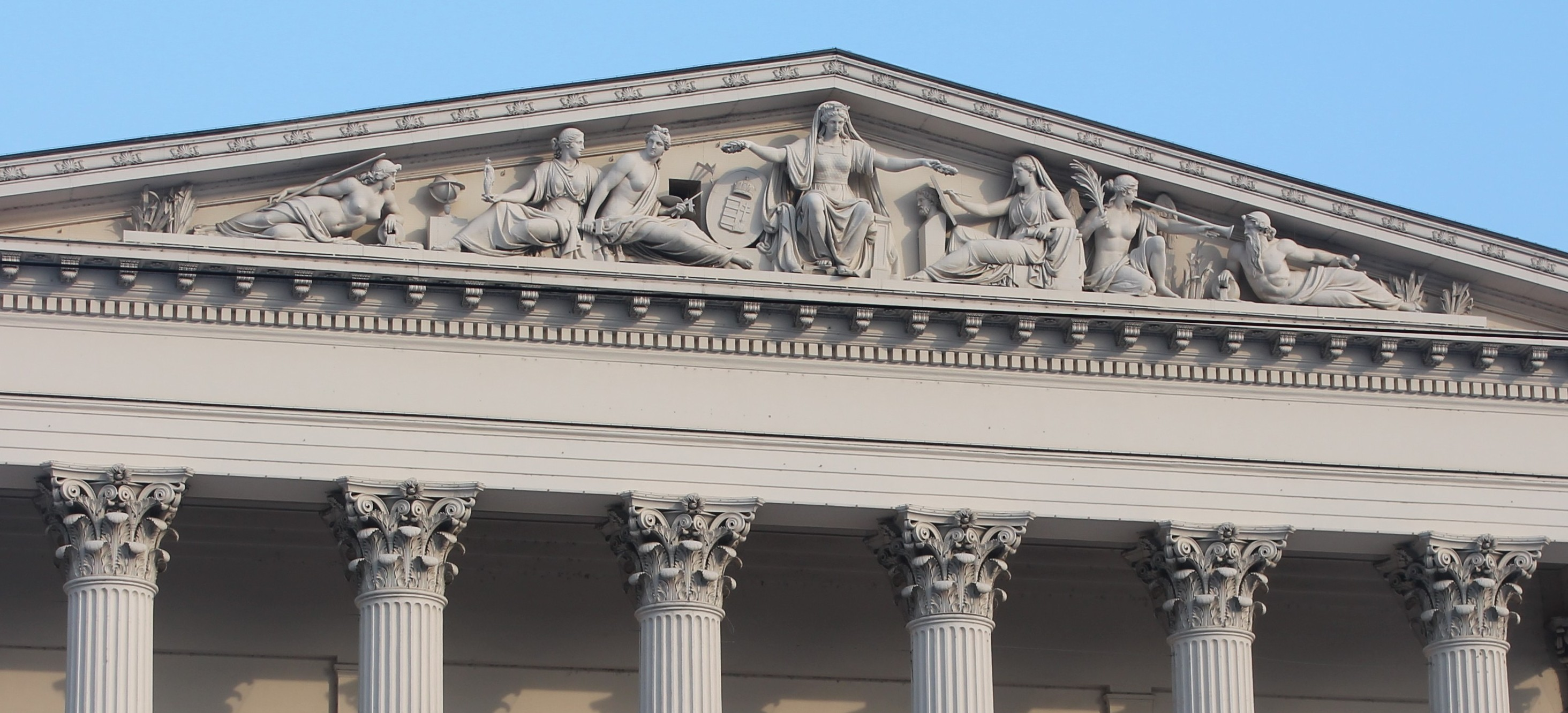
سر در موزه

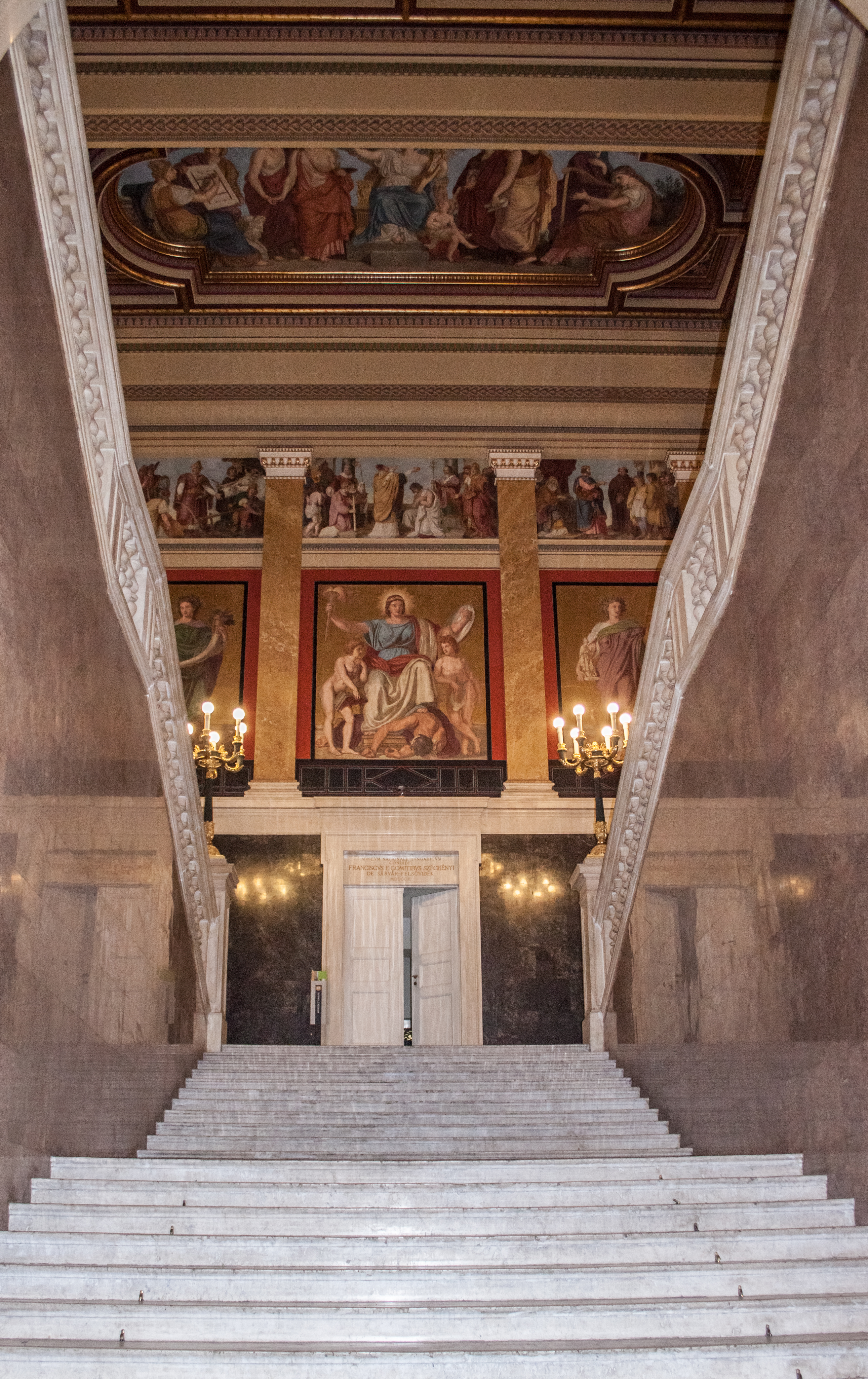
راه‌پله اصلی

موزه ملی مجارستان تأسیس‌شده در ۱۸۰۲ واقع در ناحیه ۸ بوداپست، موزه ملی تاریخ، هنر و باستان‌شناسی مجارستان و مناطق مربوط به خاک تاریخی آن، همانند ترانسیلوانی است.
ساختمان موزه به سبک کلاسیک بین سال‌های ‎۱۸۳۷ – ۱۸۴۷، توسط میهای پولاک (‎۱۷۷۳ – ۱۸۵۵)، معمار طراحی شد.

## تاریخ
راه‌اندازی کتابخانه ملی توسط گراف فِرِنتس سِچِنیی از اشراف و اهدای یک مجموعه از سنگ‌های معدنی همسر وی در ۱۸۰۲ به ایجاد موزه تاریخ عمومی و تاریخ طبیعی انجامید، فراتر از اینکه صرفاً یک کتابخانه باشد. در سال ۱۸۰۷، پارلمان مجارستان قانونی را در مورد مؤسسه جدید تصویب کرد و با اعطای نیم میلیون فورینت به رشد موزه و ساخت ساختمان جدیدی برای آن رای مثبت داد. در ۱۸۴۶، موزه به مکان فعلی خود یعنی یوژف‌واروش، بلوار موزِئوم شماره ‎۱۴–۱۶، ساختمانی به سبک نوکلاسیک طراحی شده توسط میهای پولاک، منتقل شد.
موزه نقش مهمی در انقلاب ۱۸۴۸ ایفا کرد. انقلاب با خواندن اصول دوازده‌گانه و ترانه میهنی توسط شاندور پتوفی در پله‌های جلوی موزه آغاز شد. این امر موزه را به مکانی اصلی با اهمیت و هویت ملی برای مجارستان تبدیل کرد. به یاد انقلاب، دو مجسمه به موزه اضافه شد؛ اولین، مجسمه یانوش آرانی است که در سال ۱۸۸۳ رونمایی شد و از ۱۸۹۰ نیز در کنار پله لوح یادبود شاندور پتوفی وجود دارد. در این مدت تا پیش از از ساختن پارلمان مجلس اعلای مجلس جلسات خود را در موزه برقرار می‌کرد. امروزه جشن‌های بزرگداشت ملی سال ۱۸۴۸ در مقابل موزه برگزار می‌شود.
از ۱۹۴۹، بخش قوم‌نگاری و تاریخ طبیعی وابسته به موزه ولی مجزا هستند؛ موزه‌ها و بناهای تاریخی دیگری نیز به به موزهٔ ملی وابسته شده‌اند. جدیدترین مورد اضافه شده، موزه قلعه استرگم بود که در سال ۱۹۸۵ به آن پیوست.

## نمایشگاه
موزه ملی هفت نمایشگاه دائمی دارد.
تاریخ کلی مجارستان در دو بخش پوشش داده شده؛ باستان‌شناسی از پیش از تاریخ تا دوره آوار تا سال ۸۰۴ در طبقه همکف و از ۸۰۴ تا دوران مدرن در طبقه اول شامل موضوعاتی مانند عصر آرپاد، اشغال عثمانی، ترانسیلوانی و پادشاهی مجارستان. تاریخ مدرن و معاصر با جنگ استقلال راکوتسی آغاز می‌شود و بخش‌های مختلفی از جمله یونیفورم‌های نظامی و سکه‌ها را نشان می‌دهد. بخش تاریخ با ظهور و سقوط سیستم کمونیستی در مجارستان به پایان می‌رسد.
در طبقه دوم می‌توان در مورد مجارهای محققی که قرن بیستم را ساختند، اطلاعاتی کسب کرد.
در دو اتاق مجزا در طبقه اول، ردای تاج‌گذاری قرون وسطایی از مجموعه تاج مقدس به همراه صندوقچه‌های حمل آنها و در اتاق دیگر گنجینه سِئوزو به نمایش گذاشته شده است.
نمایشگاه دائمی طبقه همکف بر روی سنگ‌نوشته‌ها و کنده‌کاری‌های قرون وسطایی و اوایل مدرن متمرکز است.
آخرین نمایشگاه دائمی، لاپیداریوم در زیرزمین موزه قرار دارد. این نمایشگاه دارای مجموعه‌ای از سنگ قبر، کنده‌کاری و معرق‌کاری مربوط به پانونیای روم باستان است.